# H.M. Petersen
Hans Mathias Petersen (født Pedersen, 31. maj 1819 i Holse i Brenderup Sogn ved Bogense, død 25. april 1880 samme sted) var en dansk boelsmand og politiker.
Petersen var søn af boelsmand Peder Mathiasen (1785-1869) og Johanne Waidtløv (1776-1843). Han blev gift i 1844 med Ane Marie Kirstine Larsen (1823-1885).
Han var karl 1837-1841 og så soldat. Han blev medejer af farens boelsmandssted i Holse i 1845 og overtog det helt i 1860. Han var medstifter af en brandforsikring og en forsikringsforening for heste og kvæg. Han deltog i 1. slesvigske krig.
Petersen var medlem af sogneforstanderskabet 1865-1879 og dets formand 1874-1878. Han var medlem af Folketinget valgt i Odense Amts 5. valgkreds (Bogensekredsen) fra 27. maj 1853 til 7. juni 1864 og fra 4. juni 1866 til 21. april 1873. Han blev i første omgang valgt ved folketingsvalget 20. september 1872 men valget blev erklæret ugyldigt 21. april 1873. Ved omvalget i maj tabte han til Klaus Berntsen. Han stillede op igen ved folketingsvalget i november i Verningekredsen uden held men ikke ellers ved flere valg. Petersen var medlem af Folketingets fællesudvalg om grundloven, finansudvalget og andre vigtige udvalg i flere perioder mellem 1859 og 1872. Han var oprindeligt tilsluttet Bondevennerne men skiftede i 1866 til Mellempartiet. Han tilhørte gruppen af bønder som fik tilnavnet de syv vise Bønder.
Petersen var også medlem af Rigsrådets Folketing 1864-1866 valgt i Bogensekredsen.